# Carver (Massachusetts)
Carver é uma vila localizada no condado de Plymouth no estado estadounidense de Massachusetts. No Censo de 2010 tinha uma população de 11.509 habitantes e uma densidade populacional de 111,83 pessoas por km².

## Geografia
Carver encontra-se localizado nas coordenadas 41° 52′ 41″ N, 70° 44′ 39″ O. Segundo o Departamento do Censo dos Estados Unidos, Carver tem uma superfície total de 102.91 km², da qual 96.87 km² correspondem a terra firme e (5.87%) 6.04 km² é água.

## Demografia
Segundo o censo de 2010, tinha 11.509 pessoas residindo em Carver. A densidade populacional era de 111,83 hab./km². Dos 11.509 habitantes, Carver estava composto pelo 95.59% brancos, o 1.18% eram afroamericanos, o 0.16% eram amerindios, o 0.4% eram asiáticos, o 0.01% eram insulares do Pacífico, o 0.97% eram de outras raças e o 1.69% pertenciam a duas ou mais raças. Do total da população o 1.12% eram hispanos ou latinos de qualquer raça.